# 元咺
元咺（？—前630年），中国春秋时期卫国的大夫。
前632年，城濮之战后，卫成公逃往楚国，命元咺奉成公弟叔武参加践土之盟。有人向卫成公告发元咺立叔武为君，宁武子奉卫成公回国后，前驱射杀叔武，元咺逃到晋国。元咺向晋文公与卫成公争讼，宁武子为卫成公辩护，失败。卫成公被晋国囚禁在周都洛邑，因宁武子忠诚，赦免了他。元咺回卫国，立公子瑕。前630年，晋文公要毒杀卫成公，宁武子买通医师，得免。在鲁僖公的斡旋下周襄王和晋文公释放了卫成公，公子瑕和元咺被卫国大夫周颛、治廑所杀。